# Centrum Kompetencji Cyfrowych Uniwersytetu Warszawskiego
Centrum Kompetencji Cyfrowych UW (CKC UW) – jednostka organizacyjna Uniwersytetu Warszawskiego, której celem jest wspieranie wykorzystywania metod cyfrowych w badaniach naukowych i dydaktyce oraz rozwijanie kompetencji cyfrowych wśród humanistów. CKC UW realizuje własne projekty cyfrowe i wspiera przedsięwzięcia innych jednostek Uniwersytetu.

## Historia
Centrum Kompetencji Cyfrowych Uniwersytetu Warszawskiego (CKC UW) zostało powołane przez Rektora Uniwersytetu Warszawskiego 1 września 2018 r. Powstało ono poprzez przekształcenie Centrum Otwartej i Multimedialnej Edukacji UW (COME UW) i połączenie z Laboratorium Cyfrowym  Humanistyki UW (LaCH UW). CKC UW łączy siły i doświadczenie obu tych podmiotów.

## Zadania CKC
Do zadań CKC UW należą m.in.: realizacja i wsparcie przedsięwzięć z zakresu e-nauczania oraz działania eksperckie w zakresie przedsięwzięć cyfrowych prowadzonych na uniwersytecie (m.in. badań naukowych, kształcenia, infrastruktury). Centrum realizuje własne projekty, a także udziela wsparcia cyfrowym przedsięwzięciom pracowników naukowych i jednostek organizacyjnych uniwersytetu, w szczególności z zakresu humanistyki. Koordynuje również udział uniwersytetu w krajowych i międzynarodowych sieciach, pozostających w zakresie kompetencji CKC UW.

## Struktura
Strukturę organizacyjną CKC UW tworzą:
- Laboratoria – koordynują działalność merytoryczną CKC UW w obszarach kluczowych dla realizacji zadań CKC UW:
  - Laboratorium cyfrowe dydaktyki
  - Laboratorium cyfrowe humanistyki
- Pracownie – zapewniają zaplecze infrastrukturalne i eksperckie dla przedsięwzięć realizowanych przez CKC UW:
  - Pracownia IT
  - Pracownia grafiki i webdesignu
  - Pracownia szkoleń i komunikacji
- Zespoły – powoływane czasowo; realizują zadania wynikające z aktualnych potrzeb CKC UW.
- Sekcja administracyjno-finansowa – zapewnia obsługę administracyjną i finansową jednostki.